# 刘夜烽
刘夜烽（1920年6月—2004年），原名文忱，字蕙风，笔名夜烽、蕙凤、抑锋，别号蕉园、竹庐、暗香室主人、无半车书斋主人，男，汉族，江苏宝应人，中国书法家、作家，曾任中国书法家协会理事。